# Фотокатализ
Фотокатализ — ускорение химической реакции, обусловленное совместным действием катализатора и облучения светом. При фотогенерируемом катализе фотокаталитическая активность зависит от способности катализатора создавать пары электрон-дырка, которые генерируют свободные радикалы, способные вступать во вторичные реакции.
Термин Фотокатализ образован из двух греческих слов - "катализ" (разрушение) и "фотос" (свет). Использование катализа людьми известно с древних времен, например, для изготовления вина и уксуса. Процесс фотокатализа представляет собой ускорение химических реакций под действием света в присутствии (обычно - на поверхности) фотокатализаторов - веществ, поглощающих кванты света и многократно вступая с участниками химической реакции в промежуточные взаимодействия, восстанавливая свой химический состав после каждого цикла таких взаимодействий[1].

## Примеры
- Процесс природного фотосинтеза {\displaystyle H_{2}O+CO_{2}+h\nu =(CH_{2}O)+O_{2}}. Хлорофилл выступает в роли фотокатализатора[1].
- Российская технология применения фотокатализа - очистка и обеззараживание воздуха, впервые была применена по заказу Министерства обороны для обезвреживания воздуха камер, в которых деактивируются боевые отравляющие вещества.[2]
- Очистка и обеззараживание воздуха методом фотокатализа[3]. Фотокатализатор из диоксида титана  нанесен на поверхность воздухопропускающего носителя катализатора посредством нанонапыления (обычно используется химическое волокно), либо термической обработки, ставшей доступной при использовании в качестве носителя катализатора пористое стекло. Под действием фотокатализа органические соединения, летучие химические вещества, запахи, вирусы и бактерии, формальдегид, ацетальдегид и другие могут разлагаться до безопасных молекул воды (H2O) и углекислого газа (CO2)[4].
- Исследования воздействия фотокатализа на организм человека. Решение проблем традиционных бактерицидных "кварцевых" ламп путем замены на необслуживаемые фотокаталитические. Ртутные ультрафиолетовые облучатели могут использоваться только при условии отсутствия людей в помещениях - жесткое УФ-излучение (диапазонов B и C, губительных для бактерий) является опасным для организма человека, кроме того при работе таких ламп происходит неконтролируемое выделение озона, а сам фотокатализ при таком диапазоне ультрафиолета может вызывать появление генотоксических хинонов при разложении бисфенола А, в больших количествах содержащегося в пластиковой посуде. Кроме того, в помещении при работе УФ-B и УФ-C не могут находиться люди. Однако, при изменении диапазона излучения на УФ-А, данное вещество (бюсфенол А) не изменяет своей физической структуры, оставаясь твердым телом.[5] Промышленное производство приборов очистки воздуха для безопасной эксплуатации в присутствии людей с использованием безопасного УФ-диапазона А в России началось в 2000 году.
- Фотокаталитическое преобразование солнечной энергии. Гетерогенные, гомогенные и молекулярные структурно-организованные системы : сборник научных трудов [6][7].
- Расщепление воды на кислород и водород. Интерес к дешевым способам получения свободного водорода растет с ростом экономики и заботой об экологии - новые экологически-чистые виды транспорта в числе прочих, имеют и водородный двигатель.[8]. Эффективный фотокатализатор в ультрафиолетовом диапазоне на основе оксида тантала — NaTaO3 с сокатализатором из оксида никеля. Поверхность кристаллов оксида тантала покрыта бороздами с шагом 3—15 нм методами нанотехнологии. Частицы NiO, на которых выделяется газообразный водород, размещены на краях борозд, газообразный кислород выделяется из борозд.[9]
- Японская технология применения фотокатализа - самоочищающиеся стены, крыши, зеркала[10].
- Titanium dioxide photocatalisys. Akira Fujishima, Tata N. Rao, Donald Tryk. Department of Applied Chemistry, School of Engineering, The University of Tokyo, 7-3-1 Hongo, Bunkyo-ku, Tokyo 113-8656, Japan. Accepted 10 March 2000. // Journal of Photochemistry and Photobiology C: Photochemistry Reviews 1 (2000) 1–21.
- Окисление органических загрязнителей с использованием магнитных частиц, покрытых наночастицами диоксида титана и активированных магнитным полем под воздействием ультрафиолета[11].
- Использование оксида тантала в самоочищающихся покрытиях. Свободные радикалы[12],генерируемые на Ta5Oх окисляют органические соединения.[13]
- Применение фоторедокс-катализаторов, таких как комплексы иридия, цианоарены или органические красители, в органическом синтезе для проведения радикальных реакций в мягких условиях.[14]